# Oni (książka Teresy Torańskiej)

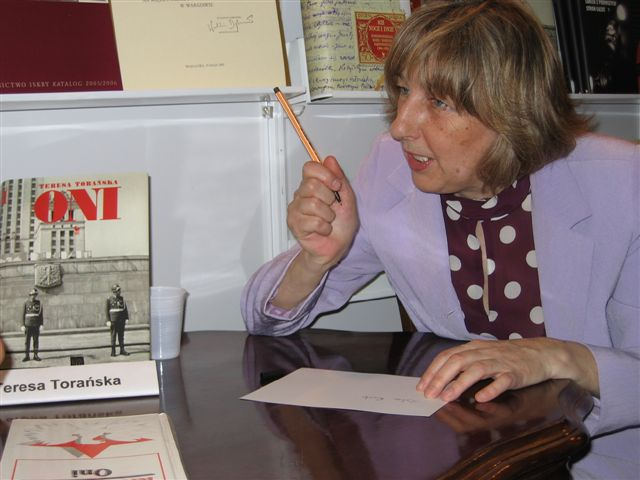
Teresa Torańska

Oni – książka, zawierająca zbiór wywiadów przeprowadzonych w latach 1980–1984 przez Teresę Torańską z komunistycznymi dygnitarzami okresu Polski Ludowej, sprawującymi władzę w latach 40. i 50. XX wieku.
Przetłumaczono ją na kilkanaście języków. Znajduje się wśród lektur dla studentów nauk społecznych i politycznych uczelni w kilku krajach.

## Wydania
Książka została wydana po raz pierwszy w 1985 r. (Copyright 1984) w tzw. drugim obiegu przez Wydawnictwo Przedświt. Słowo wstępne do książki, pt. W oczach komunistów, pod pseudonimem Jan Bujnowski, napisała Krystyna Kersten. W tym samym roku w Londynie wydawnictwo Aneks opublikowało wydanie emigracyjne, przygotowane przez Ninę Smolar, w którym rozszyfrowano pseudonimy i dodano indeks nazwisk.  Edycja ta stała się podstawą wydań zagranicznych.
W latach 1985–1988 ukazało się wiele kolejnych wydań podziemnych, opublikowanych m.in. przez Krakowskie Towarzystwo Wydawnicze, Wydawnictwo Myśl, Oficynę Wydawniczą Gdańsk.
W oficjalnym obiegu ukazała się w 1989 r. nakładem Agencji Omnipress. Wydanie to miało inną kolejność wywiadów i nowy wstęp prof. Kersten pt. Kłopoty ze świadkami historii. Jako że istniał jeszcze Główny Urząd Kontroli Prasy, Publikacji i Widowisk, ocenzurowany został wywiad ze Stefanem Staszewskim, gdzie w dziesięciu miejscach tekstu oznaczono interwencję cenzury. Rok później, w drugim krajowym wydaniu, układ został zachowany, ale na końcu książki dodano wszystkie fragmenty wycięte przez cenzurę.
W wydaniu z 1997 r., opublikowanym nakładem Świata Książki, dodano następne dwa wywiady: z Celiną Budzyńską i Leonem Kasmanem. Książka została bogato zilustrowana zdjęciami, otrzymanymi od rodzin działaczy okresu PRL.

## Bohaterowie wywiadów

### Kolejność w pierwszym wydaniu (1985)
- Edward Ochab (maj – październik 1981),
- Roman Werfel (czerwiec – listopad 1982),
- Stefan Staszewski (1982),
- Wiktor Kłosiewicz (styczeń 1981),
- Leon Chajn (kwiecień 1981),
- Julia Minc (grudzień 1983),
- Jakub Berman (kwiecień 1982 – kwiecień 1984).

### Kolejność w pierwszym oficjalnym wydaniu (1989)
- Jakub Berman,
- Edward Ochab,
- Wiktor Kłosiewicz,
- Roman Werfel,
- Leon Chajn,
- Stefan Staszewski,
- Julia Minc (jako Julia Mincowa).

### Kolejność w wydaniu Świata Książki (1997)
- Celina Budzyńska,
- Edward Ochab,
- Roman Werfel,
- Stefan Staszewski,
- Wiktor Kłosiewicz,
- Leon Chajn,
- Julia Minc,
- Jakub Berman,
- Leon Kasman.

## Geneza książki
Pierwszym rozmówcą autorki był Wiktor Kłosiewicz, którego numer, jako jedynego, znalazła w warszawskiej książce telefonicznej. Następnie dziennikarz Wojciech Giełżyński przekazał Torańskiej numer telefonu Leona Chajna. Potem rozmówcy kontaktowali autorkę z kolejnymi interlokutorami.
Pierwsze wywiady Teresa Torańska przeprowadziła w okresie legalnego istnienia NSZZ „Solidarność” (1981): rozmowy z Wiktorem Kłosiewiczem, Edwardem Ochabem i Jerzym Morawskim (nie ukazał się w książce) opublikowane zostały jesienią 1981 w tygodniku „Polityka”, rozmowa z Leonem Chajnem ukazała się w miesięczniku „Kontrasty”. Pozostałe rozmowy zostały przeprowadzone podczas stanu wojennego.
Na rozmowy z Torańską nie zgodzili się Stanisław Radkiewicz i Zenon Kliszko. Mimo spotkania nie doszło do wywiadu z Mieczysławem Moczarem. Autorka z kolei nie zdecydowała się na rozmowę z Władysławem Gomułką.
Autorka skoncentrowała się na okresie do 1956, wobec czego część materiałów z wywiadów przeprowadzanych w tym czasie, a dotyczących okresu późniejszego, ukazało się w książce Aneks, wydanej już po śmierci autorki, w 2015.

## Kontynuacje
Po sukcesie książki Oni Teresa Torańska wydała kilka kolejnych zbiorów rozmów z ważnymi osobami życia publicznego:
- My (1994, wywiady z politykami obozu solidarnościowego o klęsce wyborczej roku 1993)
- Byli (2006, wywiady z prominentnymi politykami ostatnich lat PRL)
- Aneks (2015, wywiady z Arturem Hajniczem, Jerzym Morawskim, Jerzym Pomianowskim, Samuelem Sandlerem, Arturem Starewiczem i Walentym Titkowem[9][10])

## Nagrody
Książka została nagrodzona Nagrodą Solidarności Pracowników Wydawnictw za najlepszą książkę polskiego autora wydaną w obiegu nieoficjalnym w 1986 oraz Nagrodą Polskiego PEN Clubu im. Ksawerego Pruszyńskiego w 1999.